# 罗曼欧布瓦
罗曼欧布瓦（法語：Romain-aux-Bois，法語發音：[ʁɔmɛ̃ o bwa] ⓘ）是法国大東部大區孚日省的一个市镇，属于讷沙托区。

## 地理
罗曼欧布瓦（48°4'55"N, 5°43'7"E）面积8.14 平方千米，位于法国大東部大區孚日省，该省份为法国东北部内陆省份，北起默兹省和默尔特-摩泽尔省，西接上马恩省，南至上索恩省和贝尔福地区省，东临上莱茵省和下莱茵省。
与罗曼欧布瓦接壤的市镇（或旧市镇、城区）包括：巴西尼地区布勒瓦讷、当布兰、拉马什、托兰库尔。

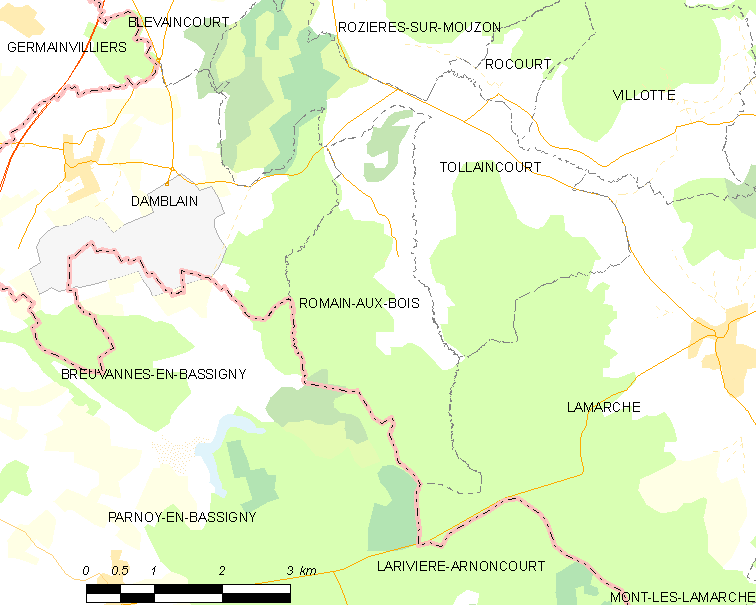
罗曼欧布瓦的OSM定位图

罗曼欧布瓦的时区为UTC+01:00、UTC+02:00（夏令时）。

## 行政
罗曼欧布瓦的邮政编码为88320，INSEE市镇编码为88394。

## 政治
罗曼欧布瓦所属的省级选区为达尔内县。

## 人口

1962-2008年间罗曼欧布瓦人口变化图示

罗曼欧布瓦于2022年1月1日时的人口数量为47人。